# Kolbeinseyrücken

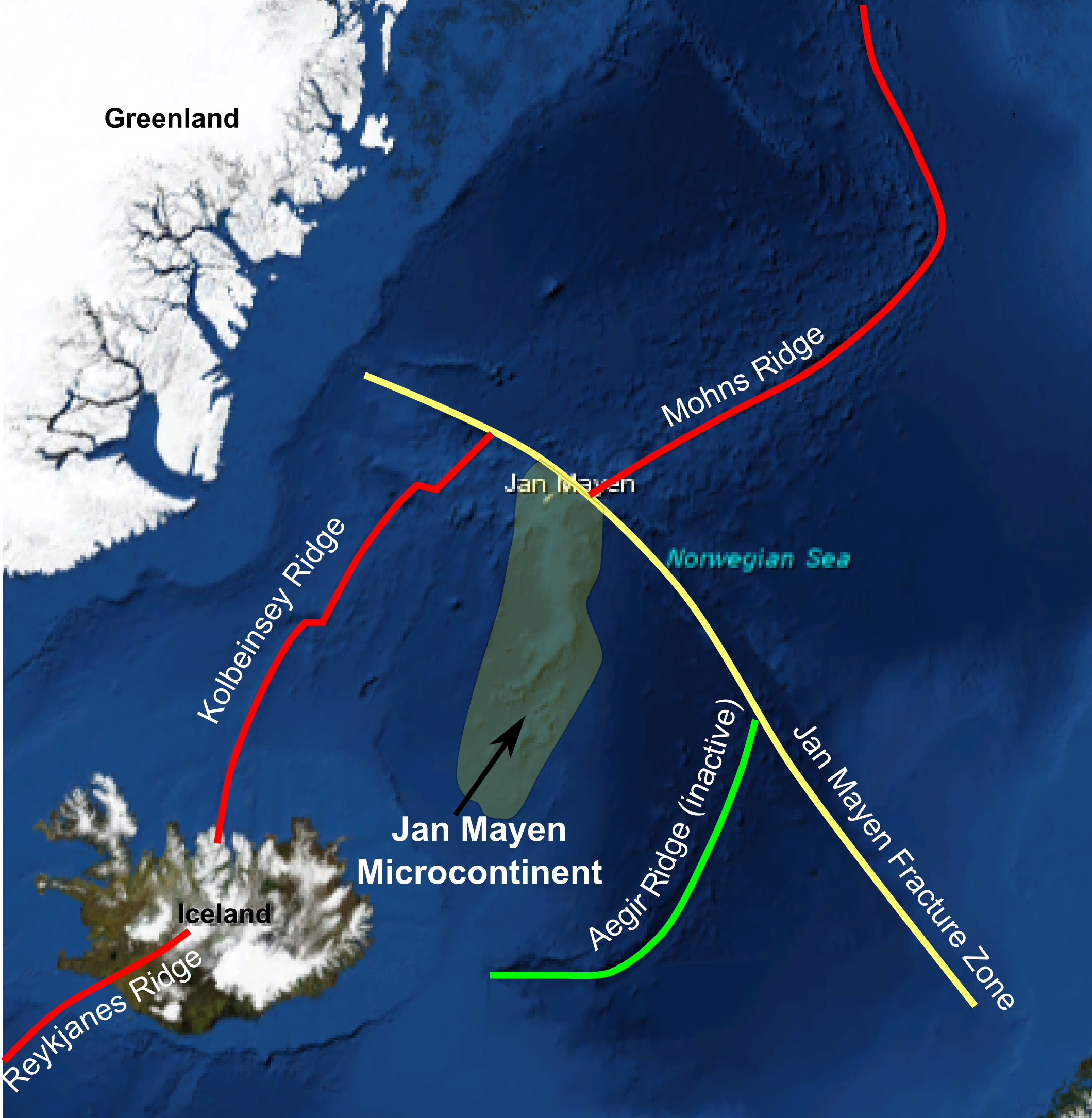
Der Kolbeinseyrücken ist eine Verlängerung des Mittelatlantischen Rückens nördlich von Island.

Der Kolbeinseyrücken (englisch Kolbeinsey Ridge, isländisch Kolbeinsey jarhryggur) ist ein unterseeisches vulkanisches Gebirge. Es handelt sich um die Fortsetzung des Mittelatlantischen Rückens im Norden von Island. Benannt ist der Rücken nach der an seinem südlichen Ende gelegenen kleinen Insel Kolbeinsey.
Der Rücken hat eine Länge von ungefähr 500 Kilometern und wird begrenzt von zwei Transformstörungen: im Süden von der Tjörnes-Bruchzone (bei 66 Grad nördlicher Breite) und im Norden von der Jan-Mayen-Bruchzone (bei 71 Grad nördlicher Breite). Der Kolbeinseyrücken verläuft als Meeresrücken auf dem etwa 1800 m tiefen Isländischen Plateau und trennt dieses Ozeanplateau in ein östliches und ein westliches Teilplateau.

## Bekannte und vermutete Ausbrüche
Aschepartikel, die man auf der Insel Kolbeinsey gefunden hat, belegen Ausbrüche im späten Pleistozän, zuletzt in der letzten Eiszeit vor circa 11.800 Jahren.
Es existieren Berichte über eine submarine Eruption aus dem Jahre 1372 nordwestlich der Insel Grímsey. Der Vulkanologe Thorarinsson hat 1965 den Ort dieses Ausbruchs auf ungefähr 66° nördlicher Breite festgelegt. Spätere Forschungen (Reidel et al., 2003) ergaben, dass die Ausbruchsstelle zwischen dem Kolbeinseyrücken und dem Hóll-Seamount liegen könnte.
Ein Hochtemperaturgebiet liegt südlich der Insel Kolbeinsey.

## Seamount Stóragrunn
Unter anderem deutsche Forscher vom Alfred-Wegener-Institut erforschten das Gebiet zwischen der Tjörnes-Bruchzone und dem Kolbeinseyrücken. Sie fanden einen unterseeischen Vulkan, der den Namen Stóragrunn erhielt.